# 6-os busz (Debrecen)
A debreceni 6-os jelzésű autóbusz a Vincellér utca és a Sámsoni út között közlekedett. A vonalat a Hajdú Volán üzemeltette.
A járat létrehozásának eredeti célja: a történelmi városmag összekötése a keletre fekvő Csapókerttel.

## Története
1954-ben a Rózsa utca - Csapókert, míg 1959-ben a Városháza - Csapókert között járt. Az 5, 5 km-es távolságot 10 perc alatt tette meg, naponta 5.50 és 21.10 között. 1969-től a Centrum Áruház - Kossuth utca/Béke útja - Április 4. útja/Hajnal utca - Bocskai tér - Dobozi utca - Landler Jenő utca - Huszár Gál utca - Kincseshegy utca - Mátyás király utca - Sámsoni út - Acsádi út útvonalon járt. 1972-ben az újonnan kiépült Dobozi lakótelepet szelte keresztül a 24-es és a 24A jelzésű buszokkal együtt. Így a Centrum Áruház - Kossuth utca/Béke útja - Április 4. útja - Szatmár utca - Tanács utca - Landler Jenő utca - Huszár Gál utca - Kincseshegy utca - Mátyás király utca - Sámsoni út - Acsádi út útvonalon járt. 1976-tól belső végállomása a Béke útjára tolódott át, de az útvonala nem változott. 1979-től már az Attila tértől indult, de 1980-ban már a következő útvonalon járt: Nyugati utca - Autóbuszállomás - Széchenyi utca - Kossuth utca - Április 4. útja - Fürst Sándor utca - Landler Jenő utca - Huszár Gál utca - Kincseshegy utca - Mátyás király utca - Sámsoni utca - Sámsoni úti laktanya. Mivel 1982-ben a 11-es járat útvonala átkerült a Mátyás király utcára, így a 6-os járat az Április 4. útjától a Budai Nagy Antal utca - Sámsoni út - Sámsoni úti laktanya útvonalon járt. 1994-től beindult a 25-ös és 25Y autóbuszjárat, így a járat ismét a régi, 14 évvel ezelőtti Nyugati utca - Autóbuszállomás - Széchenyi utca - Kossuth utca - Faraktár utca - Rakovszky Dániel utca - Ótemető utca - Huszár Gál utca - Kincseshegy utca - Mátyás király utca - Sámsoni út - Sámsoni úti forduló útvonalon járt. Ezt 1994. szeptember 1.-től meghosszabbítottak a Kishegyesi út - Derék utca - Vincellér utca útvonallal. A járat 1999. március 1.-vel megszűnt, csapókerti funkcióját a 19-es járat vette át.

### 6Y
1988-ban beindították a 6Y jelzésű járatot, mely a Nyugati utca - Autóbuszállomás - Széchenyi utca - Kossuth utca - Április 4. útja - Budai Nagy Antal utca - Sámsoni út - Acsádi út - Veres Péter utca útvonalon járt. A lakótelep gyors ütemű növekedése és a ritka járatok miatt 1994 derekától beindították a 25 és 25Y jelzésű autóbuszjáratokat, melyek már kielégítették az egyre növekvő igényeket. Ezzel egy időben így a 6Y jelzésű járat megszűnt.